# Álvaro Arturo Granja Bucheli
Álvaro Arturo Granja Bucheli (Pasto, 28 de mayo de 1955) es un político colombiano, que se desempeñó como gobernador del Departamento de Putumayo.

## Biografía
Nacido en la ciudad de Pasto, capital del Departamento de Nariño, en mayo de 1955, obtuvo una Maestría en Filosofía Latinoamericana y una licenciatura en Filosofía.
Desarrolló su carrera profesional en el área educativa, primero como docente de las Universidades de Nariño, Mariana, Santo Tomás y San Buenaventura y luego como asesor y consultor en el diseño de plataformas virtuales y curriculares. En el sector público se ha desempeñado como concejal de su ciudad natal y Secretario de Educación y Secretario de Tránsito Departamental de Putumayo.
En noviembre de 2020 el entonces gobernador de Putumayo, Buanerges Rosero, fue suspendido y arrestado por presuntas irregularidades y Granja Bucheli fue designado como gobernador por el presidente Iván Duque Márquez, el 4 de febrero de 2021, en reemplazo de Sandra Patricia Dimas, sucesora de Buanerges. Su nombramiento fue criticado por la oposición por no ser nativo de la región.Su mandato concluyó el 17 de agosto del mismo año, cuando Rosero reasumió el cargo tras que el Tribunal Superior de Bogotá lo liberara por vencimiento de términos.